# Olympische Winterspiele 1984/Teilnehmer (Ungarn)
| Gelbes Symbol für Goldmedaillen mit stilisierten Olympischen Ringen | Graues Symbol für Silbermedaillen mit stilisierten Olympischen Ringen | Braundes Symbol für Bronzemedaillen mit stilisierten Olympischen Ringen |
| ------------------------------------------------------------------- | --------------------------------------------------------------------- | ----------------------------------------------------------------------- |
| —                                                                   | —                                                                     | —                                                                       |

Ungarn nahm an den Olympischen Winterspielen 1984 in Sarajevo mit einer Delegation von 9 Athleten (7 Männer, 2 Frauen) teil. Der Biathlet Gábor Mayer wurde als Fahnenträger für die Eröffnungsfeier ausgewählt.

## Teilnehmer nach Sportarten

### Biathlon
Herren:
- Zsolt Kovács
10 km: 33. Platz
20 km: 45. Platz
4 × 7,5 km: 14. Platz
- József Lihi
10 km: 58. Platz
- Gábor Mayer
10 km: 37. Platz
4 × 7,5 km: 14. Platz
- László Palácsik
20 km: DNF
4 × 7,5 km: 14. Platz
- János Spisák
20 km: 51. Platz
4 × 7,5 km: 14. Platz

### Eiskunstlauf
Eistanz:
- Klára Engi / Attila Tóth
16. Platz

### Eisschnelllauf
Damen:
- Emese Nemeth-Hunyady
500 m: 19. Platz
1000 m: 30. Platz

### Ski Alpin
Herren:
- Péter Kozma
Riesenslalom: DNF
Slalom: 18. Platz